# Ernst Reiter
Pour les articles homonymes, voir Reiter.
Ernst Reiter, né le 31 octobre 1962 à Ruhpolding, est un biathlète allemand, deux fois médaillé olympique en relais.

## Biographie
Lors de sa première compétition majeure aux Jeux olympiques d'hiver de 1984, il remporte la médaille de bronze au relais. Il obtient ensuite ses premiers résultats importants dans des courses individuelles, montant sur son premier podium en Coupe du monde en 1987 à Ruhpolding, sa ville natale. Il s'impose au même lieu un an plus tard sur l'individuel. Juste après, il est médaillé d'argent aux Jeux olympiques de Calgary sur le relais avec Stefan Höck, Peter Angerer et Fritz Fischer.

## Palmarès

### Jeux olympiques
- Jeux olympiques de 1984 à Sarajevo (Yougoslavie) :
  -  Médaille de bronze au relais 4 × 7,5 km.
- Jeux olympiques de 1988 à Calgary (Canada) :
  -  Médaille d'argent au relais 4 × 7,5 km.

### Championnats du monde
- Championnats du monde 1987 à Lake Placid :
  -  Médaille de bronze au relais.

### Coupe du monde
- 4 podiums individuels : 1 victoire, 1 deuxième place et 2 troisièmes places.